# Torneo Apertura 2016 (Paraguay)
El Torneo Apertura 2016 (también llamado Copa de Primera Tigo-Visión Banco, por motivos de patrocinio), denominado «Abraham Zapag», fue el centésimo décimo cuarto campeonato oficial de Primera División organizado por la Asociación Paraguaya de Fútbol (APF). Comenzó el 22 de enero y finalizó el 22 de mayo.
El Club Libertad obtuvo su título número 19 de Primera División, el undécimo desde su regreso a la máxima categoría en 2001, constituyéndose en el equipo paraguayo más ganador al inicio del presente siglo.

## Sistema de competición
El modo de disputa implementado se mantuvo, al igual que en las temporadas antecesoras, con el sistema de todos contra todos a partidos de ida y vuelta, es decir, a dos rondas compuestas por once jornadas cada una con localía recíproca. Fue campeón el equipo que acumuló la mayor cantidad de puntos al término de las 22 fechas.
En caso de paridad de puntos entre dos contendientes, se hubiese definido el título en un partido extra. De existir más de dos en disputa, se resolvía según los siguientes parámetros:
1) saldo de goles;
2) mayor cantidad de goles marcados;
3) mayor cantidad de goles marcados en condición de visitante;
4) sorteo.

## Producto de la clasificación
- El torneo consagró al campeón número 114 en la historia de la Primera División de Paraguay.

- Éste logró el acceso a la fase de grupos de la próxima edición de la Copa Libertadores de América.

## Relevo anual de clubes
| Ascendidos a la Primera División                |
| ----------------------------------------------- |
| River Plate (Campeón de División Intermedia)    |
| General Caballero SC (Subcampeón de Intermedia) |

| Descendidos a División Intermedia    |
| ------------------------------------ |
| Deportivo Santaní (2º peor promedio) |
| Sportivo San Lorenzo (Peor promedio) |

## Equipos participantes
| Equipo            | Entrenador        | Fundación                | Ciudad                 | Estadio             | Capacidad |
| ----------------- | ----------------- | ------------------------ | ---------------------- | ------------------- | --------- |
| Cerro Porteño     | Gustavo Morínigo  | 1 de octubre de 1912     | Asunción               | General Pablo Rojas | 32 910    |
| Deportivo Capiatá | Félix Darío León  | 4 de septiembre de 2008  | Capiatá                | Lic. Erico Galeano  | 15 000    |
| General Caballero | Víctor Genes      | 6 de septiembre de 1918  | Asunción               | Hugo Bogado Vaceque | 5000      |
| General Díaz      | Humberto García   | 22 de septiembre de 1917 | Luque                  | General Adrián Jara | 3300      |
| Guaraní           | Francisco Arce    | 12 de octubre de 1903    | Asunción               | Rogelio Livieres    | 6000      |
| Libertad          | Roberto Torres    | 30 de julio de 1905      | Asunción               | Dr. Nicolás Leoz    | 10 000    |
| Nacional          | Mario Jacquet     | 5 de junio de 1904       | Asunción               | Arsenio Erico       | 10 000    |
| Olimpia           | Fernando Jubero   | 25 de julio de 1902      | Asunción               | Manuel Ferreira     | 22 000    |
| River Plate       | Alicio Solalinde  | 15 de enero de 1911      | Asunción               | Jardines del Kelito | 5000      |
| Rubio Ñu          | Mario Jara        | 24 de agosto de 1913     | Asunción               | La Arboleda         | 8000      |
| Sol de América    | Daniel Garnero    | 22 de marzo de 1909      | Asunción y Villa Elisa | Luis Alfonso Giagni | 10 000    |
| Sportivo Luqueño  | Rolando Chilavert | 1 de mayo de 1921        | Luque                  | Feliciano Cáceres   | 27 000    |

El campeonato contó con la participación de doce equipos, en su mayoría pertenecientes a la capital del país. Nueve fueron de Asunción y tres de ciudades cercanas a ésta, Luque y Capiatá. Vale aclarar que el club Sol de América mantiene su sede social en Asunción, pero disputa sus partidos como local en su campo de fútbol situado en la ciudad vecina de Villa Elisa.
Los únicos clubes que siempre han militado en esta categoría (también conocida como División de Honor) son dos: Olimpia y Guaraní. Igualmente, los clubes Cerro Porteño, General Díaz y Deportivo Capiatá nunca han descendido desde sus ingresos, en 1913 y 2013, respectivamente.

### Distribución geográfica de los equipos
| Región               | Cant. | Equipos |
| -------------------- | ----- | --- |
| Asunción             | 9     | Cerro Porteño, General Caballero, Guaraní, Libertad, Nacional, Olimpia, River Plate, Rubio Ñu, Sol de América. |
| Departamento Central | 3     | Deportivo Capiatá, General Díaz, Sp. Luqueño.                                                                  |

## Cobertura televisiva
El canal Tigo Sports fue el encargado de transmitir los partidos del campeonato, emitiendo en vivo hasta cuatro juegos por jornada, cuyo resumen fue presentado semanalmente a través de los programas Telefútbol (por señal abierta) y Futboleros (por TV Cable).

## Patrocinio
La compañía de telefonía celular, Tigo, y la institución bancaria de tipo microfinanciero, Visión Banco, han sido las encargadas de patrocinar todos los torneos realizados por la APF. El vínculo contractual con la primera se concretó a partir de 2008 con la celebración del torneo Apertura del mismo año. En tanto que la relación con el otro espónsor para respaldar cada campeonato se inició a principios de 2010.
Los premios en efectivo fueron fijados en US$ 70 000 dólares para el campeón (40 000 por parte de Tigo y 30 000 de Visión Banco). Por su parte, el subcampeón se acreditó 10 000 de la misma moneda.

### Balón oficial
La pelota empleada en el campeonato paraguayo fue proveída por la marca Adidas, cuyo nuevo modelo denominado Errejota será también utilizado en el torneo de fútbol de los Juegos Olímpicos de Río de Janeiro 2016.

## Cambio de entrenadores
| Equipos           | DT. ste.                      | Cese          | DT. ete.                      | Designación   |
| ----------------- | ----------------------------- | ------------- | ----------------------------- | ------------- |
| Olimpia           | Francisco Arce                | 12 de febrero | Mauro Antonio Caballero       | 12 de febrero |
| River Plate       | Gabino Román                  | 13 de febrero | Francisco Rivera              | 13 de febrero |
| Nacional          | Ricardo Dabrowski             | 14 de febrero | Hugo Caballero                | 14 de febrero |
| Nacional          | Hugo Caballero                | 22 de febrero | Hernán Lisi                   | 22 de febrero |
| Guaraní           | Fabricio Bassa                | 23 de febrero | Francisco Arce                | 23 de febrero |
| Olimpia           | Mauro Antonio Caballero       | 24 de febrero | Fernando Jubero               | 24 de febrero |
| River Plate       | Francisco Rivera              | 8 de marzo    | Miguel Pavani                 | 8 de marzo    |
| River Plate       | Miguel Pavani                 | 25 de marzo   | José Insfrán y Mario Rivarola | 25 de marzo   |
| General Caballero | Aldo Bobadilla                | 28 de marzo   | Víctor Genes                  | 28 de marzo   |
| River Plate       | José Insfrán y Mario Rivarola | 2 de abril    | Alicio Solalinde              | 2 de abril    |
| Libertad          | Eduardo Rivera                | 5 de abril    | Roberto Torres                | 6 de abril    |
| Cerro Porteño     | César Farías                  | 14 de abril   | Gustavo Morínigo              | 15 de abril   |
| Nacional          | Hernán Lisi                   | 16 de abril   | Mario Jacquet                 | 18 de abril   |
| Sportivo Luqueño  | Héctor Marecos                | 26 de abril   | Rolando Chilavert             | 27 de abril   |

## Clasificación
- Actualizado el 22 de mayo de 2016.

| Pos. | Equipos           | PJ | PG | PE | PP | GF | GC | Dif. | Pts. |
| ---- | ----------------- | -- | -- | -- | -- | -- | -- | ---- | ---- |
| 1.   | Libertad          | 22 | 14 | 2  | 6  | 38 | 23 | 15   | 44   |
| 2.   | Olimpia           | 22 | 14 | 1  | 7  | 57 | 30 | 27   | 43   |
| 3.   | Sol de América    | 22 | 9  | 8  | 5  | 41 | 36 | 5    | 35   |
| 4.   | Guaraní           | 22 | 10 | 5  | 7  | 35 | 31 | 4    | 35   |
| 5.   | Rubio Ñu          | 22 | 10 | 3  | 9  | 31 | 32 | -1   | 33   |
| 6.   | Cerro Porteño     | 22 | 9  | 4  | 9  | 40 | 32 | 8    | 31   |
| 7.   | Deportivo Capiatá | 22 | 8  | 6  | 8  | 42 | 42 | 0    | 30   |
| 8.   | Sportivo Luqueño  | 22 | 7  | 6  | 9  | 28 | 31 | -3   | 27   |
| 9.   | General Caballero | 22 | 7  | 5  | 10 | 36 | 47 | -11  | 26   |
| 10.  | General Díaz      | 22 | 6  | 6  | 10 | 32 | 44 | -12  | 24   |
| 11.  | Nacional          | 22 | 6  | 5  | 11 | 36 | 42 | -6   | 23   |
| 12.  | River Plate       | 22 | 3  | 7  | 12 | 17 | 43 | -26  | 16   |

|  |                                          |
|  | Clasificado a la Copa Libertadores 2017. |

### Evolución de la clasificación
| E\J | 01 | 02 | 03 | 04 | 05 | 06 | 07 | 08 | 09 | 10 | 11 | 12 | 13 | 14 | 15 | 16 | 17 | 18 | 19 | 20 | 21 | 22 |
| --- | -- | -- | -- | -- | -- | -- | -- | -- | -- | -- | -- | -- | -- | -- | -- | -- | -- | -- | -- | -- | -- | -- |
| CAP | 2  | 1  | 1  | 1  | 1  | 2  | 3  | 4  | 5  | 7  | 9  | 8  | 9  | 6  | 7  | 8  | 10 | 7  | 7  | 6  | 7  | 7  |
| CCP | 1  | 4  | 3  | 4  | 5  | 4  | 5  | 7  | 8  | 6  | 8  | 7  | 3  | 2  | 4  | 5  | 6  | 6  | 6  | 7  | 6  | 6  |
| GCA | 11 | 3  | 8  | 6  | 7  | 6  | 7  | 8  | 9  | 9  | 10 | 11 | 11 | 11 | 11 | 11 | 11 | 11 | 11 | 11 | 11 | 9  |
| GEN | 5  | 10 | 10 | 11 | 8  | 9  | 9  | 6  | 6  | 4  | 3  | 6  | 7  | 8  | 9  | 9  | 8  | 9  | 9  | 10 | 9  | 10 |
| GUA | 9  | 12 | 12 | 12 | 10 | 11 | 11 | 11 | 12 | 11 | 11 | 10 | 10 | 10 | 8  | 7  | 5  | 4  | 4  | 4  | 4  | 4  |
| LIB | 7  | 11 | 11 | 9  | 6  | 5  | 6  | 3  | 2  | 2  | 2  | 5  | 6  | 7  | 6  | 3  | 3  | 1  | 1  | 1  | 1  | 1  |
| NAC | 3  | 6  | 6  | 7  | 9  | 8  | 8  | 9  | 7  | 8  | 7  | 9  | 8  | 9  | 10 | 10 | 9  | 10 | 10 | 9  | 10 | 11 |
| OLI | 9  | 7  | 7  | 8  | 12 | 12 | 12 | 12 | 10 | 10 | 6  | 4  | 5  | 4  | 2  | 2  | 2  | 1  | 2  | 2  | 2  | 2  |
| RIV | 12 | 9  | 9  | 10 | 11 | 10 | 10 | 10 | 11 | 12 | 12 | 12 | 12 | 12 | 12 | 12 | 12 | 12 | 12 | 12 | 12 | 12 |
| RUB | 7  | 5  | 5  | 5  | 3  | 7  | 4  | 5  | 2  | 5  | 4  | 2  | 2  | 5  | 3  | 4  | 4  | 5  | 5  | 5  | 5  | 5  |
| SOL | 3  | 7  | 4  | 2  | 2  | 1  | 1  | 1  | 1  | 1  | 1  | 1  | 1  | 1  | 1  | 1  | 1  | 3  | 3  | 3  | 3  | 3  |
| SLU | 5  | 2  | 1  | 3  | 4  | 3  | 2  | 2  | 4  | 3  | 5  | 3  | 4  | 3  | 5  | 6  | 7  | 8  | 8  | 8  | 8  | 8  |

|  |                          |
|  | Líder                    |
|  | Con un partido pendiente |

## Máximos goleadores
| País                             | Jugador          | Equipo            | Goles | Penal |
| -------------------------------- | ---------------- | ----------------- | ----- | ----- |
| Bandera de Paraguay              | Brian Montenegro | Nacional          | 18    | 2     |
| Bandera de Paraguay              | Santiago Salcedo | Libertad          | 13    | 3     |
| Bandera de Paraguay              | Roberto Gamarra  | Deportivo Capiatá | 12    | 2     |
| Bandera de Santo Tomé y Príncipe | Luís Leal        | Cerro Porteño     | 12    | 3     |
| Bandera de Paraguay              | William Mendieta | Olimpia           | 12    | 3     |
| Bandera de Uruguay               | Alejandro Silva  | Olimpia           | 12    | 3     |

### Autogoles
| País                | Jugador         | Equipo           | Rival             | Anotado · Autogol |
| ------------------- | --------------- | ---------------- | ----------------- | ----------------- |
| Bandera de Paraguay | Robert Aldama   | Sportivo Luqueño | Rubio Ñu          | 1                 |
| Bandera de Paraguay | Jorge Morel     | Guaraní          | General Caballero | 1                 |
| Bandera de Paraguay | Marcos Miers    | Nacional         | Guaraní           | 1                 |
| Bandera de Paraguay | Rober Servín    | Sol de América   | General Caballero | 1                 |
| Bandera de Paraguay | Juan Aguilar    | Guaraní          | Sol de América    | 1                 |
| Bandera de Paraguay | Héctor Sanabria | General Díaz     | Cerro Porteño     | 1                 |

## Resultados
| L\V | CAP | CCP | GCA | GEN | GUA | LIB | NAC | OLI | RIV | RUB | SOL | SLU |
| --- | --- | --- | --- | --- | --- | --- | --- | --- | --- | --- | --- | --- |
| CAP |     | 0:2 | 3:2 | 2:1 | 0:2 | 0:2 | 2:4 | 3:5 | 1:1 | 2:2 | 1:1 | 1:0 |
| CCP | 3:2 |     | 3:0 | 2:2 | 3:4 | 0:1 | 1:2 | 1:2 | 4:0 | 1:2 | 1:4 | 2:1 |
| GCA | 3:7 | 2:4 |     | 5:1 | 0:1 | 0:2 | 1:3 | 2:1 | 2:3 | 0:1 | 1:1 | 0:0 |
| GEN | 2:2 | 2:5 | 1:3 |     | 3:2 | 1:0 | 1:1 | 4:1 | 3:0 | 0:2 | 2:1 | 2:2 |
| GUA | 0:3 | 0:0 | 1:2 | 3:0 |     | 1:3 | 1:0 | 0:2 | 4:2 | 3:1 | 2:1 | 3:2 |
| LIB | 4:2 | 2:1 | 2:2 | 2:1 | 0:0 |     | 4:3 | 3:1 | 3:1 | 0:1 | 1:2 | 1:0 |
| NAC | 0:1 | 1:1 | 2:3 | 1:3 | 2:1 | 1:3 |     | 2:2 | 0:0 | 3:1 | 0:3 | 1:1 |
| OLI | 1:3 | 0:1 | 7:1 | 4:1 | 3:2 | 1:0 | 3:1 |     | 3:0 | 4:1 | 6:0 | 2:0 |
| RIV | 1:1 | 0:2 | 0:0 | 1:1 | 1:1 | 1:3 | 1:3 | 0:3 |     | 1:4 | 1:1 | 0:1 |
| RUB | 1:2 | 1:0 | 1:2 | 0:0 | 2:2 | 2:0 | 2:1 | 1:4 | 1:2 |     | 0:2 | 1:2 |
| SOL | 3:2 | 2:2 | 3:3 | 3:1 | 0:0 | 2:1 | 4:3 | 2:1 | 0:1 | 1:2 |     | 3:3 |
| SLU | 2:2 | 2:1 | 0:2 | 2:0 | 1:2 | 0:1 | 3:2 | 2:1 | 2:0 | 0:2 | 2:2 |     |

|  |                   |
|  | Victoria local    |
|  | Empate            |
|  | Triunfo visitante |

## Campeón
| Libertad             |
| Libertad 19°. título |

## Descenso de categoría

### Puntaje promedio
- Actualizado el 22 de mayo de 2016.

El promedio de puntos de un equipo es el cociente que se obtiene de la división de su puntaje acumulado en los torneos disputados en las últimas tres temporadas por la cantidad de partidos que haya jugado durante dicho período. Este cálculo determinará, al cierre del torneo Clausura de 2016, el descenso a la Segunda División de los equipos que finalicen en los dos últimos lugares de la tabla.
| Pos. | Equipo            | 2014 | 2015 | 2016 | Total | PJ  | Promedio |
| ---- | ----------------- | ---- | ---- | ---- | ----- | --- | -------- |
| 1.   | Libertad          | 96   | 76   | 44   | 216   | 110 | 1,964    |
| 2.   | Guaraní           | 87   | 86   | 35   | 208   | 110 | 1,891    |
| 3.   | Cerro Porteño     | 75   | 96   | 31   | 202   | 110 | 1,836    |
| 4.   | Olimpia           | 63   | 79   | 43   | 185   | 110 | 1,682    |
| 5.   | Sportivo Luqueño  | 63   | 57   | 27   | 147   | 110 | 1,336    |
| 6.   | Sol de América    | 55   | 57   | 35   | 147   | 110 | 1,336    |
| 7.   | Rubio Ñu          | 50   | 48   | 33   | 131   | 110 | 1,191    |
| 8.   | Deportivo Capiatá | 47   | 54   | 30   | 131   | 110 | 1,191    |
| 9.   | General Caballero | -    | -    | 26   | 26    | 22  | 1,182    |
| 10.  | Nacional          | 62   | 43   | 23   | 128   | 110 | 1,164    |
| 11.  | General Díaz      | 48   | 45   | 24   | 117   | 110 | 1,064    |
| 12.  | River Plate       | -    | -    | 16   | 16    | 22  | 0,727    |

|  |                                                     |
|  | En zona de descenso a Segunda División de Paraguay. |

## Público asistente

### Asistencia y recaudación por equipos
La tabla siguiente muestra la cantidad de espectadores que acumuló cada equipo en sus respectivos partidos, así como también el monto total recaudado en guaraníes. Se asigna en su totalidad el mismo número de asistentes/pagantes a ambos protagonistas de un juego.
| Pos. | Equipos           | Recaudación   | Pagantes | Asistentes |
| ---- | ----------------- | ------------- | -------- | ---------- |
| 1    | Olimpia           | 3 706 970 000 | 104 218  | 159 202    |
| 2    | Cerro Porteño     | 2 646 467 000 | 83 094   | 111 241    |
| 3    | Sportivo Luqueño  | 1 019 855 000 | 41 567   | 54 161     |
| 4    | Sol de América    | 775 655 000   | 24 023   | 33 276     |
| 5    | Guaraní           | 710 748 000   | 25 408   | 36 254     |
| 6    | Deportivo Capiatá | 703 388 000   | 22 908   | 29 367     |
| 7    | Libertad          | 690 460 000   | 26 173   | 32 252     |
| 8    | General Caballero | 653 720 000   | 23 205   | 31 985     |
| 9    | River Plate       | 642 525 000   | 20 095   | 27 021     |
| 10   | Nacional          | 528 827 000   | 17 134   | 24 364     |
| 11   | Rubio Ñu          | 466 430 000   | 16 622   | 26 289     |
| 12   | General Díaz      | 400 365 000   | 13 297   | 20 954     |